# منظمات عالم كثيب
تسيطر منظمات متعددة من عالم كثيب على الساحة السياسية والدينية والاجتماعية في إطار سلسلة روايات الخيال العلمي كثيب لفرانك هربرت والأعمال المشتقة منها. تدور أحداث الملحمة بعد عشرات الآلاف من السنين في المستقبل، وتروي حضارة حظرت أجهزة الكمبيوتر ولكنها طورت أيضًا تكنولوجيا متقدمة وقدرات عقلية وجسدية من خلال التدريب البدني تحسين النسل واستخدام المِزَاج. اصطفت مجموعات متخصصة من الأفراد في منظمات تركز على قدرات وتكنولوجيا وأهداف محددة. تم تحليل مفاهيم هربرت للتطور البشري والتكنولوجيا وتفكيكها في كتاب واحد على الأقل، وهو علم كثيب (2007). تعتبر روايته الأصلية كثيب التي صدرت عام 1965 واحدة من أعظم روايات الخيال العلمي في التاريخ، وكثيرًا ما يُستشهد بها على أنها رواية الخيال العلمي الأكثر مبيعًا في التاريخ. تستكشف كثيب وخمسة من روايتها التي كتبها هربرت التفاعلات المعقدة ومتعددة الطبقات بين السياسة والدين والبيئة والتكنولوجيا، من بين موضوعات أخرى.
لدينا حضارة ذات ثلاث نقاط: الأسرة الإمبراطورية المتوازنة ضد العوائل العظيمة الاتحادية في لاندسراد، وبينهما النقابة مع احتكارها اللعين للنقل بين النجوم.— الأم المُوقَّرة جايس هيلين موهيم، كثيب

## بني تليلاكس
يعتبر شعب بِني تليلاكس، المعروف أيضًا باسم تليلاكسو (/tleɪˈlæksuː/)، مجتمعًا شديد الكراهية للأجانب والعزلة في عالم الخيال العلمي كثيب لفرانك هربرت. يعتبر شعب تليلاكسو، الذي يتلاعب بالجينات ويتاجر في المنتجات البيولوجية مثل العيون العيون الاصطناعية والغولا والمِنتات «الملتوية»، قوة رئيسية في الإمبراطورية.

## تشوم

علم تشوم، استنادًا إلى وصفه في كثيب (1965)

شركة كومبين هونيت أوبر أدفانس ميركانتيلز (تشوم) (بالإنجليزية: Combine Honnete Ober Advancer Mercantiles (CHOAM))‏ هي شركة تطوير عالمية في عالم الخيال العلمي لفرانك هربرت، وقد ذُكرت لأول مرة في رواية كثيب عام 1965. تسيطر شركة تشوم على جميع الشؤون الاقتصادية في جميع أنحاء الكون، على الرغم من أنها لا تزال تحت رحمة احتكار نقابة الفضاء للسفر بين النجوم. في مقال عام 1980، ساوى هربرت بين شركة تشوم وأوبك، المنظمة الحكومية الدولية في العالم الحقيقي والتي تعد قوة رئيسية في صناعة البترول.

### الإمبراطور: معركة كثيب
تُعد جماعة بِني تليلاكس إحدى الفصائل الفرعية الخمسة في لعبة الكمبيوتر الإمبراطور: معركة كثيب التي صدرت عام 2001.

## الأمهات الموقرات
الأمهات الموقَّرات هي منظمة أمومية خيالية في عالم الخيال العلمي كثيب لفرانك هربرت، والتي تم وصفها بأنها طائفة عدوانية مهووسة بالسلطة والعنف والهيمنة الجنسية.

## إيكسيانس
يمثل الإيكسيانس ثقافة تكنولوجية في عالم الخيال العلمي كثيب لفرانك هربرت. فهم يوفرون الأجهزة الميكانيكية البسيطة والمعقدة لبقية الإمبراطورية.

## لاندسراد
لاندسراد هو جسد سياسي في عالم الخيال العلمي كثيب لفرانك هربرت.

## منتات
المينتات هو نوع من البشر في عالم الخيال العلمي كثيب لفرانك هربرت.

## أباطرة باديشاه
أباطرة باديشاه هم الحكام الوراثيون للإمبراطورية القديمة في عالم الخيال العلمي كثيب لفرانك هربرت.

## كهنوت راكيان
كهنوت راكيان هي هيئة كهنوتية تعبد الإله المنقسم، ليتو الثاني آتريديز.

## ساردوكار
ساردوكار هي قوة عسكرية في عالم الخيال العلمي كثيب لفرانك هربرت، ظهرت بشكل أساسي في رواية الخيال العلمي كثيب عام 1965، بالإضافة إلى ثلاثية برايان هربرت وكيفن أندرسون التمهيدية بادئة سلسلة كثيب (1999–2001).

## مدرسة سوك
مدرسة سوك هي مدرسة طبية بارزة في عالم الخيال العلمي كثيب لفرانك هربرت.

## سادة سيوف جيناز
سادة سيوف جيناز هي مدرسة للفنون القتالية في عالم الخيال العلمي كثيب لفرانك هربرت.

## الآلات المفكرة
الآلات المفكرة هو مصطلح جماعي للذكاء الاصطناعي في عالم الخيال العلمي كثيب لفرانك هربرت. الجهاد البطلري — حملة بشرية ضد الآلات المفكرة — هو نقطة تحول ملحمية في القصة الخلفية لعالم كثيب. تم ذكر الآلات المفكرة لأول مرة في كثيب لعام 1965.

## الجبابرة
الجبابرة هم مجموعة من البشر الآليين المحاربين في ثلاثية روايات أساطير كثيب (2002–2004) من الروايات البادئة، والتي كتبها برايان هربرت وكيفن أندرسون وتقع أحداثها في عالم الخيال العلمي كثيب لفرانك هربرت.